# Six-String Samurai
Six-String Samurai és una pel·lícula de ficció post-apocalíptica de comèdia d'acció estatunidenca del 1998 dirigida per Lance Mungia i protagonitzada per Jeffrey Falcon i Justin McGuire. Brian Tyler va compondre la banda sonora d'aquesta pel·lícula juntament amb Red Elvises, aquest últim proporcionant la major part de la banda sonora.
La pel·lícula va ser rebuda amb molta il·lusió quan es va mostrar al Slamdance l'any 1998, guanyant els premis Slamdance a la millor edició i cinematografia, i recollint crítiques extremadament favorables d'autors influents de publicacions alternatives, culte i independents com ara Fangoria, Film Threat i Ain't It Cool News. Es presenta com una "sàtira musical post-apocalíptica".
En una estrena limitada al cinema, la pel·lícula va funcionar durant diversos mesos en unes quantes sales, guanyant-se la reputació de ser una pel·lícula de culte menor; amb un pressupost de 2.000.000 de dòlars, només va guanyar 124.494 dòlars a les taquilles. S'ha discutit una trilogia prevista, però encara no s'ha realitzat, igual que el llançament previst de la carrera de l'estrella de la pel·lícula, Jeffrey Falcon, un artista marcial que havia aparegut a diverses pel·lícules d'acció de Hong Kong a la dècada de 1980 i principis de 1990. Tot i que Mungia va fer diversos vídeos musicals, no va dirigir cap altre llargmetratge fins a la pel·lícula de 2005 The Crow: Wicked Prayer.

## Argument
El 1957, la Unió Soviètica ataca els Estats Units amb armes nuclears, fent inhabitable la major part de la nació. El govern estatunidenc s'ha ensorrat amb l'excepció del refugi conegut com a Lost Vegas, governat per King Elvis. L'Exèrcit Roig ha estat assetjant Lost Vegas, però la manca de subministraments al llarg dels anys els ha relegat a una banda de pinxos. Quaranta anys després mor el rei Elvis i el disc-jockey de ràdio Keith Mortimer anuncia una crida perquè tots els músics vinguin a Lost Vegas per intentar convertir-se en el nou rei del Rock 'n' Roll. El final del seu missatge, "Las Vegas necessita un nou rei!"
Buddy, un guitarrista i espadatxí solitari, salva d'un grup de bandits un nen sense nom que simplement anomena "Kid"; en conseqüència, com que la mare del Nen va ser assassinada pels bandits, es queda amb Buddy per a molèstia d'aquest últim. Mentre el duet viatja pel desert, el músic Death que toca heavy metal fa diversos intents per evitar que Buddy arribi amb vida a Lost Vegas i reclami el tron per ell mateix. Després de patir un atac d'un equip de bolos de caça recompenses, Buddy i el nen roben un cotxe a un altre músic per continuar el seu viatge. Més tard són atacats a la carretera per bandolers però escapen.
Quan el seu cotxe s'avaria, Buddy i el nen intenten demanar prestada una clau anglesa a una família dels suburbis, sense saber que són caníbals. En Buddy deixa Kid amb ells i marxa a peu. El nen està a punt de ser menjat, però es salva després que un grup de gent del molí de vent envaeix la casa i la família fuig amb el cotxe abandonat del nen i en Buddy després de revelar que necessitaven una clau anglesa per arreglar-lo. Buddy torna per derrotar la gent del molí de vent, els dos es reuneixen i continuen el seu viatge en una motocicleta abandonada. Mentrestant, Death ha estat matant a tots els altres músics que s'han trobat en el seu camí i prenent les seves pues de guitarra com a trofeu.
Buddy i el noi arriben a la ciutat de Fallout, on deixa el Kid amb uns locals i entra a un bar per beure i passar temps amb una animadora. Arriba Death, però el nen avisa en Buddy a temps perquè fugin. Abans que ho facin, Buddy és abordat per un jove guitarrista, a qui després humilia. Continuant el seu viatge, Buddy és atacat pel guitarrista. Buddy el mata sense voler en defensa pròpia i, sentint-se culpable, deixa l'espasa i se'n va, però el Nen la hi torna, encara creient en Buddy i ajudant-lo a recuperar la seva confiança. Finalment, els dos comencen a unir-se més. Més tard, després de col·lapsar-se al desert, són emboscats per Death i els seus companys de banda, un trio d'arquers. En Buddy llisca el Kid i la seva guitarra cap a un lloc segur mentre lluita contra els arquers, però quan el Kid és capturat per un grup de mutants subterranis, Buddy persegueix els mutants fins al seu cau. Death decideix no seguir-lo ja que queden altres músics per matar salvant així en Buddy.
Buddy aconsegueix salvar el Kid, i després de tornar a la superfície, troben el seu camí cap a Las Vegas bloquejat per l'Exèrcit Roig. Després d'una batalla esgotadora, en Buddy està ferit amb Kid arrossegant-lo per continuar. Death finalment els enxampa i reta Buddy en un duel de guitarra enfrontant els seus estils de música entre ells; Buddy, Rock 'n' Roll i Death, heavy metal. Quan Buddy demostra ser el millor guitarrista, un Death enfadat ordena als seus companys de banda que li disparin a ell i a Kid amb els seus arcs. Buddy protegeix el nen, rebent un tret a l'esquena, però s'aixeca i lluita contra Death en una lluita amb espases. Death fereix mortalment en Buddy al final, però el nen descobreix que l'aigua és la debilitat de Death després d'escupir-lo. Aleshores, el nen fon Death amb la seva cantimplora.
Amb la seva derrota, els companys de banda de Death estan en xoc quan Kid el va vèncer. Li donen una targeta i li diuen amb admiració que si mai els necessita que els truquin, i s'acomiaden. Kid, entristit per la desaparició d'en Buddy, accepta valentament acabar el viatge d'en Buddy. Es posa la roba i les ulleres, i porta l'espasa i la guitarra. Amb Lost Vegas ara a la vista, el nen ha completat el somni de Buddy, i la pel·lícula acaba amb ell convertint-se en Buddy, simbolitzant que ha heretat el seu esperit mentre una multitud l'anima a Lost Vegas.

## Repartiment
- Jeffrey Falcon com a Buddy, una paròdia de Buddy Holly
- Justin McGuire com Kid
- Stephane Gauger com a Death, una paròdia de Slash

- Lex Lang com la veu de la mort

- George L. Casillas com a Mariachi, una paròdia de Ritchie Valens
- Monty Ellison com el Cap Pin Pal
- Kareem com a jugador de bitlles #2
- Paul Szopa com a jugador de bitlles #3
- Richard McGuire com a propietari de la Cantina
- Gabrille Pimenter com a Home petit
- Dan Barton com a Ward Cleaver
- Lora Witty com Harriet Cleaver
- Rheagan Wallace com a Peggy Cleaver
- Nathaniel Bresler com Rusty Cleaver
- John Sarkisian com el general rus
- Euan MacDonald com el tinent rus número 1
- Henrik Henrickson com el tinent rus número 2
- Kim De Angelo com la mare

Els Red Elvises apareixen com ells mateixos. El director Lance Mungia interpreta un dels arquers.

## Producció

### Distorsió de la seqüència d'obertura
La seqüència d'obertura té un efecte visual intencionadament distorsionat. Les imatges desanamòrfiques són un subtil "homenatge" a les pel·lícules d'arts marcials xineses (sobretot les pel·lícules de Shaw Brothers) que sovint tenien les seves seqüències d'obertura de pantalla ampla comprimides al format 1.33:1 de pantalles de televisió per al llançament de VHS.

## Banda sonora
Six-String Samurai: Original Motion Picture Soundtrack és la banda sonora original de la pel·lícula; la banda sonora va ser publicada per Rykodisc el 25 d'agost de 1998..
1. United States of Russia (Red Elvises)
2. Neverland*
3. Love Pipe (Red Elvises)
4. A Mother's Hand/Buddy*
5. Fly Away Little Butterfly*
6. Kill 200 Men (Dialogue)
7. Boogie on the Beach (Red Elvises)
8. I Do Not Like Rock & Roll (Dialogue)
9. Hungarian Dance #5 (Red Elvises)
10. Arrowed Kid/Bowlers on the Floor (Dialogue)
11. Rock & Rolling Ourselves to Death (Dialogue)/Jerry's Got the Squeeze Box (Red Elvises)
12. Lonely Highway of Love (Dialogue)/Scorchi Chornie (Red Elvises)
13. My Darling Lorraine (Red Elvises)
14. Astro*
15. Follow the Yellow Brick Road(Dialogue)/Leech (Red Elvises)
16. See You Around Kid (Dialogue)/Siberia (Red Elvises)
17. Good Golly Miss Molly (Red Elvises)
18. My Love Is Killing Me (Red Elvises)
19. Sacred Funeral*
20. Relentless Sun*
21. Over the Hill*
22. Bring His Guitar to Me(Dialogue)/Sahara Burn*
23. A Boy and His Spirit*
24. If You Were Me, You'd Be Good-Looking (Dialogue)/Surfing in Siberia (Red Elvises)
25. Draggin a Fallen Hero*
26. Nice Tuxedo (Dialogue)/Showdown at Not Okay Corral*
27. Bend Before the Ways of Heavy Metal (Dialogue)/Dueling Guitars*
28. Dream March*
29. The Great Battle*
30. End of a Hero/Finale*
31. On My Way to Vegas*

(*) indica la partitura original de Brian Tyler

## Recepció crítica
Six-String Samurai va rebre crítiques diverses, amb un índex d'aprovació del 57% a Rotten Tomatoes, basat en 21 ressenyes.
Film Threat va donar a la pel·lícula una puntuació perfecta de cinc estrelles. Leonard Klady de Variety anomenat la pel·lícula "Un Mad Max de rock 'n' roll Mad Max servit a l'estil cantonès, aquest és un indie estatunidenc molt original i molt entretingut amb un autèntic atractiu comercial." Peter Stack de San Francisco Chronicle va comentar a la seva ressenya que "Si la pel·lícula no tenia una intel·ligència subjacent, aviat seria irritant: és massa de dibuixos animats i unidimensional. Però Falcon, un as practicant d'arts marcials, és enlluernador com l'atracció principal nerd, igualment expert en la lluita amb espases i la guitarra." Laurie Stone de The Village Voice va escriure a la seva ressenya: "Hi ha una seqüència encantadora, amb la gràcia del vodevil i la tragicomèdia digne de Beckett, però la resta de la pel·lícula, fins i tot amb efectes visuals sorprenents i una mica d'humor entremaliat, és repetitiva i derivada, interpretada com un comercial interminable per a l'elegància del forat de bala".

## Mitjans domèstics
Six-String Samurai va ser llançat en un DVD no anamòrfic per Palm Pictures el març de 1999. Els extres incloïen el tràiler de cinema i dos vídeos musicals dels Red Elvises.
El març de 2021, es va anunciar que la pel·lícula rebria el seu primer llançament en HD en un paquet combinat Blu-ray/Blu-ray Ultra HD de Vinegar Syndrome. Els extres de nova creació inclouen comentaris amb Mungia i el director de fotografia Kristian Bernier, així com un nou documental de llarga durada dirigit per Mungia i Elijah Drenner.

## Altres mitjans
El setembre del 1998, es va llançar un còmic senzill Six String Samurai d’Awesome Entertainment de Rob Liefeld. Escrit per Liefeld i Matt Hawkins, presentava art dels artistes 'Awesome' Dan Fraga i John Stinsman. Una continuació més que una adaptació, el resum argumental del còmic és el següent:
| « | En aquest univers alternatiu, el 1957 els russos van prendre els Estats Units per la força nuclear. Només un tros de la frontera estatunidenca va romandre lliure, un tros de terra conegut com Lost Vegas. A través d'aquest desert desert vaga el "samurai de sis cordes", un Buddy Holly dels últims dies que maneja una guitarra o una espasa amb la mateixa habilitat. És un home en un camí de col·lisió amb el destí: sembla que el rei Elvis, que va governar la terra de Las Vegas durant quaranta anys, finalment li ha caigut el teló definitivament i el tron ara està buit. Però és un camí difícil cap a la gran ciutat i és probable que el nombre de cadàvers sigui alt, com es demostra en aquest futur postapocalíptic amb un ritme al qual podem ballar. | » |